# تشارلز إي. إم. بيرس
تشارلز إي. إم. بيرس (بالإنجليزية: Charles E. M. Pearce)‏ هو رياضياتي أسترالي، ولد في 29 مارس 1940 في ويلينغتون في نيوزيلندا، وتوفي في 9 يونيو 2012.